# پیتزای ایرانی
پیتزای ایرانی نوعی پیتزا است که بیش‌تر در ایران و در میان ایرانیان سرو می‌شود. این پیتزا معمولاً با سوسیس، فلفل دلمه‌ای، موتزارلا، قارچ و ادویه‌جات ایرانی تهیه می‌شود.انواع مختلفی پیتزا در ایران وجود دارد مانند پیتزای گوشت،پیتزای مرغ و ترکیب ژامبون با گوشت یا مرغ